# Герб Святогорска
Герб Святогорска — официальный символ города Святогорск Донецкой области. Также официально утверждён флаг Святогорска.

## Герб 2003 года
Был утверждён Святогорским городским советом 15 июля 2003 года. Авторы герба Олег Жидченко и Андрей Витальевич Закорецкий разрабатывали герб в течение года. Расходы на разработку герба оплатило одно из частных предприятий.
Щит герба Святогорска — испанский, зелёного цвета. Этот цвет символизирует рекреационное значение Святогорска, национальный природный парк «Святые горы».
У щита оконечность синего цвета. Она символизирует реку Северский Донец. Оконечность завершается прямой, а не волнистой линией и это символизирует, что Донец спокойная река.
По центру герба изображены пять конусов серебряного цвета. Они символизируют Донецкую меловую скалу, которая тоже состоит из пяти частей.
Над центральным конусом изображен крест золотого цвета. Этот крест как символ святости указывает на название «Святые горы» и Святогорскую лавру.
Щит увенчан городской короной. У него два щитодержателя. Правый щитодержатель — казак Изюмского слободского полка, левый щитодержатель — сторож, пятой Святогорской сторожи Московской державы.
Головы щитодержателей отвёрнуты от щита — это символизирует, что они бдительно и неустанно несут охрану.
Под гербом расположена девизная лента зелёного цвета, на которой белым цветом написано название города «Святогорск».
Мотивы герба Святогорска повторяются во флаге Святогорска.

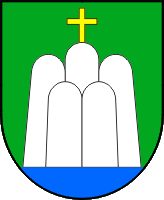
Герб 2003 года
Флаг Святогорска

## Публикации
- «Святыня нашей земли», Светлана Платоненко, «Жизнь-Неделя», 14.08.2003, № 118
- Разработка и толкования символики герба и флага. Оф. сайт г. Святогорска. Дата обращения: 21 ноября 2013.
- СВЯТОГОРСК Современный герб. Дата обращения: 21 ноября 2013.